# Друштвена група
Друштвена група је релативно трајан скуп међусобно повезаних људи, који обавља одређену друштвену функцију или задовољава неку човекову потребу. То је скуп појединаца који на систематски начин ступају у међусобне односе. По величини, друштвене групе могу бити мање или веће, а сматра се да најмања друштвена група треба да има бар три члана. Без обзира на величину, основну карактеристику групе представља осећање њених припадника о заједничком припадништву. Човек је друштвено биће и као такав је увек члан друштвене групе, односно бројних друштвених група преко којих јесте припадник друштвене заједнице. У модерним друштвима већина људи припада различитим типовима група које су често антагонистичке.
Унутар друштвене групе стварају се интеракције између појединаца и оне су подложне одређеним законитостима које су предмет изучавања социологије, психологије и социјалне психологије. Сваку друштвену групу карактерише њена структура и групна динамика. Неке друштвене групе су трајнијег карактера, а неке краткотрајне док се не оствари функција због које је основана. Неке друштвене групе су добровољне, док су друге принудне, у зависности од тога како је човек у њих ушао. Свака друштвена група је мање или више отворена према другим друштвеним групама или појединцима.

## Дефиниција

### Приступ социјалне кохезије
Друштвена група показује известан степен друштвене кохезије и више је од обичне збирке или скупа појединаца, као што су људи који чекају на аутобуској станици или људи који чекају у реду. Карактеристике које деле чланови групе могу укључивати интересе, вредности, репрезентације, етничко или социјално порекло и родбинске везе. Родбинске везе су друштвене везе засноване на заједничком пореклу, браку или усвојењу. На сличан начин, неки истраживачи сматрају да је дефинитивна карактеристика групе друштвена интеракција. Према Данбаровом броју, људи у просеку не могу да одржавају стабилне друштвене односе са више од 150 појединаца.

#### Значај те дефиниције
Пажња оних који користе, учествују у групама или их проучавају фокусирана је на функционалне групе, на веће организације или на одлуке донете у тим организацијама. Много мање пажње је посвећено свеприсутнијим и универзалнијим друштвеним понашањима која не показују јасно један или више од пет неопходних елемената које је Шериф описао.

### Приступ социјалној идентификацији
Експлицитна супротност дефиницији друштвених група заснованој на друштвеној кохезији је перспектива друштвеног идентитета, која се ослања на увиде из теорије друштвеног идентитета. Овде, уместо да дефинише друштвену групу на основу израза кохезивних друштвених односа између појединаца, модел друштвеног идентитета претпоставља да „чланство у психолошкој групи има првенствено перцептивну или когнитивну основу.“ Он постулира да је неопходан и довољан услов за појединце да делују као чланови групе „свест о заједничком чланству категорије“ и да се друштвена група може „корисно концептуализовати као број појединаца који су интернализовали чланство у истој друштвеној категорији као компоненту свог концепта себе“. Другим речима, док приступ социјалне кохезије очекује да чланови групе питају „ко ме привлачи?”, перспектива друштвеног идентитета очекује да чланови групе једноставно питају „ко сам ја?”
Емпиријска подршка перспективи друштвеног идентитета на групама првобитно је извучена из рада који је користио парадигму минималне групе. На пример, показало се да је сам чин распоређивања појединаца у експлицитно насумичне категорије довољан да наведе појединце да делују на начин који фаворизује групу (чак и тамо где није могућ појединачни лични интерес). Такође, проблематично за рачун друштвене кохезије је недавно истраживање које показује да наизглед бесмислена категоризација може бити претходник перцепције међузависности са другим члановима категорије.
Док су корени овог приступа друштвеним групама имали своје темеље у теорији друштвеног идентитета, усаглашеније истраживање ових идеја одвило се касније у облику теорије самокатегоризације. Док је теорија друштвеног идентитета првобитно била усмерена на објашњење међугрупног сукоба у одсуству било каквог сукоба интереса, теорија самокатегоризације је развијена да објасни како појединци генерално доживљавају себе као чланове групе и како ово самогруписање лежи у основи и одређује све проблеме каснијих аспеката групног понашања.

## Мала група
Мала група је група састављена од релативно малог броја чланова (три до 12). У оваквим групама постоји могућност спонтане и непосредне интеракције. Чланови су више међусобно упућени на сарадњу, а често и ефикаснији у раду и задовољнији резултатима у односу на припаднике веће групе.

## Формалне и неформалне групе
Формална група је врста групе код које су формално, јасно и прецизно прописани циљеви, положаји, улоге, као и стандарди понашања и међусобних односа чланова. Формална група настаје смишљено, званично се формира извесним оснивачким актом, а структура групе, основни задаци, као и међусобни односи и обавезе чланова обично су правно прописани статутом и релативно стабилни.
Неформална група је врста групе која нема формално утврђене циљеве и норме понашања, нема фиксирану и затворену структуру, нити чврсто утврђене положаје и формализоване улоге. Настаје спонтано, формира се око неког слободно изабраног циља, кроз присну међусобну комуникацију чланова групе који имају иста уверења, интересовања и тежње, а остаје релативно отворена за нове чланове, као и за промене у структури. Неформална група може настати независно од било које друге групе или у оквиру неке веће формалне групе, као њен део.

## Хомогене и хетерогене групе
Хомогене групе су групе које се састоје од чланова са сличним или истим карактеристикама, нпр. само од особа одређеног годишта, пола или особа које имају сличан проблем. Неке вође група верују да хомогене групе олакшавају фокус на проблем, његово разумевање и мотивацију за акцију.
Хетерогене групе су групе чије се чланство састоји од људи различите старосне доби, пола, етничке припадности, политичке оријентације, вере и сл. Сматра се да су хетерогене групе повољније окружење, јер омогућавају динамичне релације унутар и између група.

## Здравље
Друштвене групе у које су људи укључени на радном месту директно утичу на њихово здравље. Без обзира где особа ради или које је занимање, осећај припадности групи је кључ укупног успеха. Део тога је одговорност лидера (менаџера, надзорника, итд). Ако вођа помаже свима да осете осећај припадности унутар групе, то може помоћи у подизању морала и продуктивности. Према др Никласу Стефенсу, „Друштвена идентификација доприноси психолошком и физиолошком здрављу, али здравствене бенефиције су јаче за психичко здравље“. Друштвени односи које људи имају могу бити повезани са различитим здравственим стањима. Нижи квантитет или квалитет друштвених односа повезани су са питањима као што су: развој кардиоваскуларних болести, рекурентни инфаркт миокарда, атеросклероза, аутономна дисрегулација, висок крвни притисак, рак и одложени опоравак од рака, спорије зарастање рана, као и инфламаторни биомаркери и ослабљена имунска функција, фактори повезани са штетним здравственим исходима и морталитетом. Друштвени однос брака је највише проучаван међу њима, брачна историја током нечијег живота може да формира различите здравствене исходе као што су кардиоваскуларне болести, хронична стања, ограничења кретања, самооцењивање здравља и симптоми депресије. Друштвена повезаност такође игра велику улогу у превазилажењу одређених стања као што су злоупотреба дрога, алкохола или других супстанци. Код оваквих проблема, група премаца игра велику улогу у помагању да остану присебни. Услови не морају бити опасни по живот, нечија друштвена група такође може помоћи у суочавању са анксиозношћу на послу. Када су људи друштвено повезанији, имају приступ већој подршци. Неки од здравствених проблема које људи имају такође могу произилазити из њихове несигурности око тога где се налазе међу својим колегама. Показало се да добра друштвена повезаност има значајан утицај на особу како стари, према десетогодишњој студији Макартур Фондације, која је објављена у књизи 'Успешно старење' подршка, љубав, и брига коју особа осећа кроз друштвене везе може помоћи у сузбијању неких здравствених негативних ефеката старења. Старији људи који су били активнији у друштвеним круговима обично су били у бољем здравственом стању.

## Чланство у групи и регрутовање
Друштвене групе имају тенденцију да се формирају на основу одређених принципа привлачности, који привлаче појединце да се придруже једни другима, на крају формирајући групу.
- Принцип близине – тенденција појединаца да развијају односе и формирају групе са онима којима су (често физички) блиски. Ово се често назива 'фамилијарност изазива допадање', или да преферирамо ствари/људе са којима смо упознати.[17]
- Принцип сличности – тенденција да се појединци повезују или преферирају појединце који деле њихове ставове, вредности, демографске карактеристике итд.
- Принцип комплементарности – тенденција да појединци воле друге појединце који су различити од њих самих, али на комплементаран начин. На пример, лидери ће привући оне који воле да буду вођени, и обрнуто.[18]
- Принцип реципроцитета – склоност да се свиђање буде узајамно. На пример, ако А воли Б, Б је склон да воли А. Насупрот томе, ако А не воли Б, Б вероватно неће волети А (негативан реципроцитет)
- Принцип елаборације – тенденција да се групе током времена комплексирају додавањем нових чланова кроз њихове односе са постојећим члановима групе. У формалнијим или структурираним групама, потенцијалним члановима може бити потребна референца од тренутног члана групе пре него што се придруже.

На формирање групе утичу и други фактори. Екстроверти могу више да траже групе, јер сматрају да су веће и чешће међуљудске интеракције стимулативне и пријатне (више од интроверта). Слично, групе могу више тражити екстроверте него интроверте, можда зато што сматрају да се лакше повезују са екстровертима. Они који су склонији успостављању односа (пажња према својим односима са другим људима) такође ће вероватно тражити и вредновати чланство у групи. Таква наклоност је такође повезана са екстровертношћу и пријатношћу. Слично томе, они са великом потребом за припадношћу су више привучени да се придруже групама, проводе више времена са групама и лакше прихватају друге чланове групе.
Претходна искуства са групама (добра и лоша) утичу на одлуке људи да се придруже будућим групама. Појединци ће упоредити награде групе (нпр. припадност, емоционална подршка, информативна подршка, инструментална подршка и духовна подршка, са потенцијалним трошковима (нпр. време, емоционална енергија). Они са негативним или 'мешовитим' искуствима са претходним групама ће вероватно бити промишљенији у процени потенцијалних група којима ће се придружити и са којим групама желе да се придруже. (За више, погледајте минимакс принцип, као део теорије друштвене размене).
Када група почне да се формира, она може повећати чланство на неколико начина. Ако је група отворена група, где су границе чланства релативно пропусне, чланови групе могу да уђу и изађу из групе како им одговара (често преко најмање једног од горе поменутих принципа привлачности). Затворена група са друге стране, где су границе чланства круће и затвореније, често се упушта у намерно и/или експлицитно регрутовање и социјализацију нових чланова.
Ако је група веома кохезивна, вероватно ће се укључити у процесе који доприносе нивоима кохезије, посебно када регрутује нове чланове, који могу допринети кохезији групе или је дестабилизовати. Класични примери група са високом кохезијом су братства, сестринства, банде и култови, који су сви познати по процесу регрутовања, посебно по иницијацији или малверзацијама. У свим групама, формалне и неформалне иницијације доприносе кохезији групе и јачају везу између појединца и групе демонстрирајући искључивост чланства у групи, као и посвећеност регрута групи. Иницијације имају тенденцију да буду формалније у кохезивнијим групама. Иницијација је такође важна за регрутовање, јер може да ублажи било какву когнитивну дисонанцу код потенцијалних чланова групе.
У неким случајевима, као што су култови, регрутовање се такође може назвати конверзијом. Келманова теорија конверзије идентификује 3 фазе конверзије: усклађеност (појединац ће се придржавати или прихватити ставове групе, али се не мора нужно сложити са њима), идентификација (члан почиње да опонаша радње групе, вредности, карактеристике итд.) и интернализацију (групна веровања и захтеви постају конгруентни са личним уверењима, циљевима и вредностима члана). Ово оцртава процес како нови чланови могу постати дубоко повезани са групом.